# Eutanyacra vilissimops
Eutanyacra vilissimops là một loài tò vò trong họ Ichneumonidae.